# Göran Andersson (keramiker)
Hans Göran Andersson, född 2 april 1935 i Lysekil, död 19 juni 1989 i Stockholm, var en svensk keramiker.
Göran Andersson var 1960–1967 anställd vid Upsala-Ekeby AB. Han är mest känd för sin figurin av en bisonoxe, en figurgrupp med lejon samt fat, skålar och vaser i enkla, ibland robusta former. Han har formgivit teservisen Risp och hushållsserien Bruno/Safir samt utfört en kakelfris till Vasalundshallen. Från 1967 var han verksam med scenografi. Andersson är gravsatt i minneslunden på Skogskyrkogården i Stockholm.